# Royal Mile

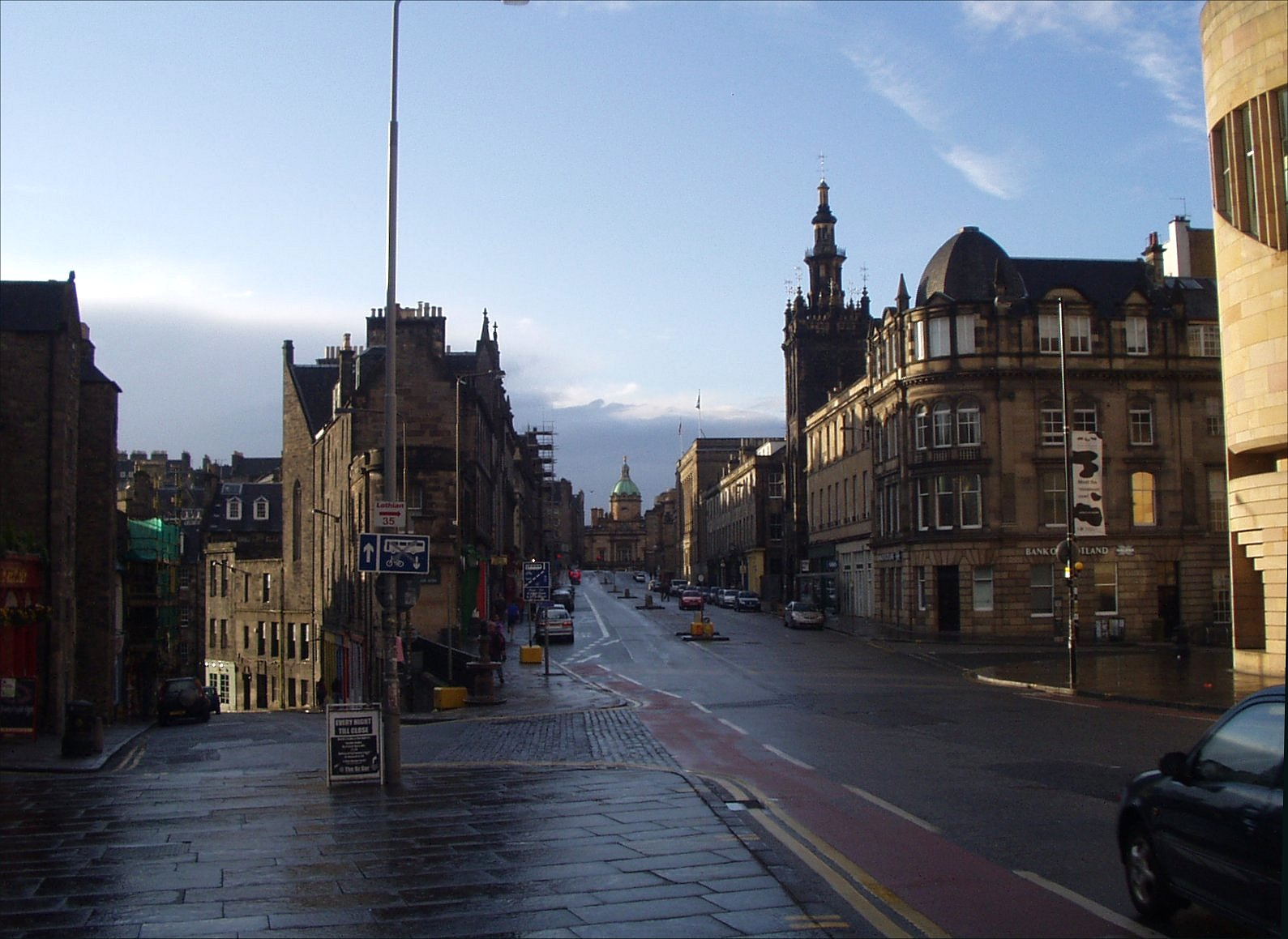
La Royal Mile a la altura de George IV Bridge.

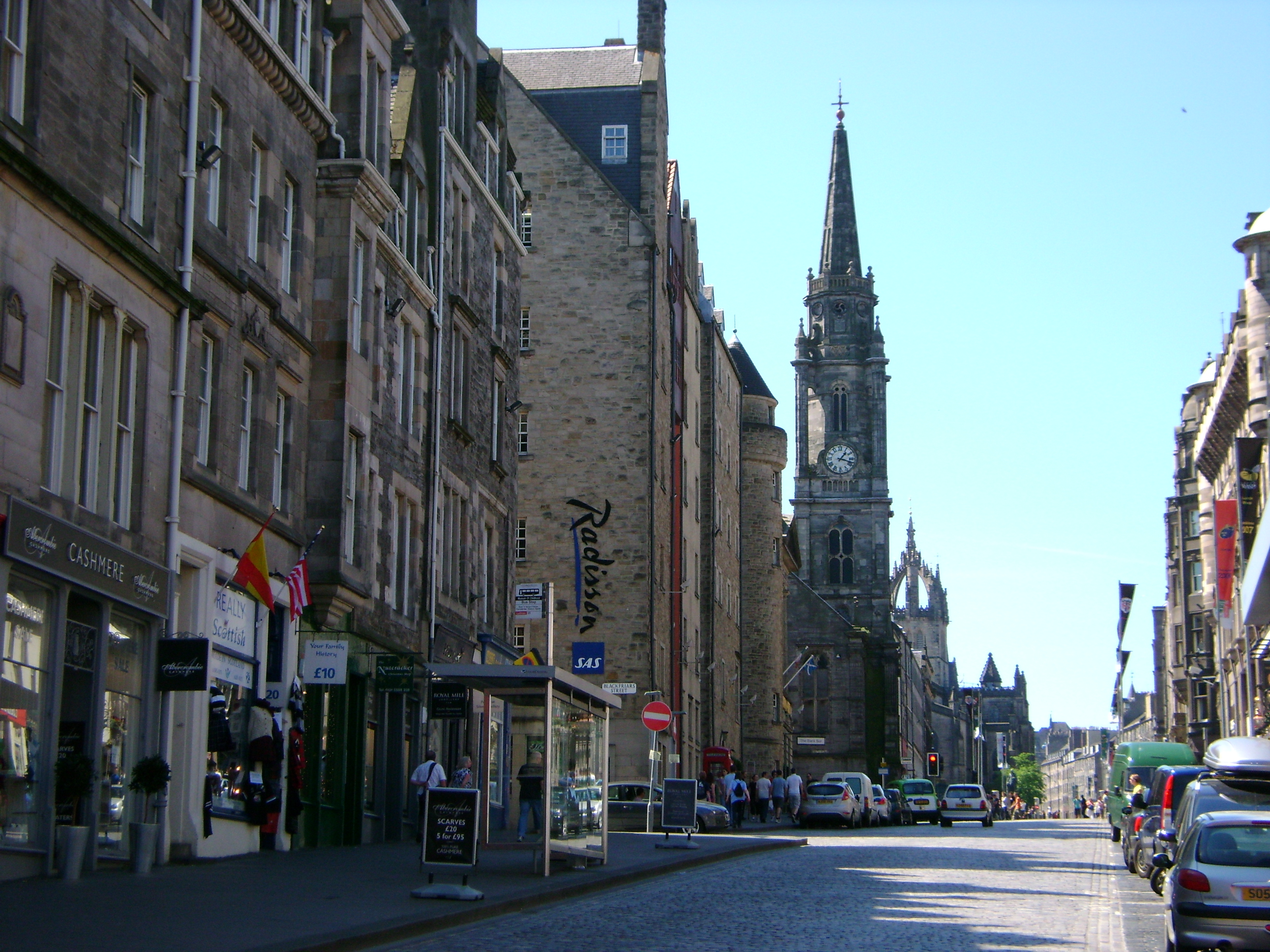
Imagen de la subida a la Royal Mile.

La Royal Mile es el nombre que recibe la avenida que comunica el Castillo de Edimburgo con el palacio Holyroodhouse y que se sitúa en pleno corazón del casco antiguo de Edimburgo. En el recorrido de la Royal Mile, que mide 1,8 km de largo o una milla escocesa, que se divide en 6 zonas o distritos: Castlehill y Catle Esplanade, Lawnmarket, High Street, Canongate y Abbey Strand. La Royal Mile es la principal atracción de la ciudad antigua (Old Town) edimburguesa y rivaliza con Princes Street, en la Ciudad Nueva (New Town).

## Recorrido
El primer tramo parte de Castlehill y Castle Esplanade, las partes más cercanas al castillo y las más antiguas de Edimburgo, ya que de aquí surgió la ciudad. Junto a la entrada del castillo de encuentra Castle Esplanade, un lugar abierto y el cual era utilizado en épocas pasadas para la quema de brujas y en donde hoy se celebra el Tatto Festival, además de este lugar; a sus alrededores podemos apreciar edificios como The Hub (torre en forma de aguja
siguiente tramo es Lawnmarket, o la zona del mercado del lino. Actualmente la calle está orientada al turismo, con multitud de tiendas y souvenirs. Lawnmarket es otra de las zonas y que es la denominación que reciben los pocos más de 100 metros que separan a The Hub (Laiglasia medieval convertida en la sede del festival de Edimburgo) de Bank Street, que fue denominada de esta manera porque conduce al Banco de Escocia. En dicha calle se encuentra Gladstone's Land, una casa del siglo XVI que ha sido rehabilitada para visitas, aunque edificado en 1550 y rescatado en 1934 por National Trust for Scotland, cuando el edificio se encontraba en vías de demolición. En la actualidad, dicho organismo es el propietario del edificio. Al final de la calle se encuentra la intersección con George IV Bridge, una calle elevada, a la derecha (orientación sur) y a la izquierda con Bank Street, en dirección a The Mound (la colina artificial de Edimburgo). En Bank Street destaca las oficinas centrales del Bank of Scotland, de estilo barroco.
En High Street, el tercer tramo de la Royal Mile y una de sus zonas más famosas, se encuentran varios símbolos de la ciudad. Probablemente sean los más destacados la catedral de San Giles, cuya edificación data de hace más de nueve siglos, y el corazón de Midlothian. Este último es un mosaico en forma de corazón realizado en el empedrado exterior de la catedral y pretende recordar donde se situó la antigua prisión de Edimburgo en el siglo XV y demolida en 1817. La cárcel fue además inmortalizada por Sir Walter Scott en su obra titulada precisamente The Heart of Midlothian (novela incluida en su serie Tales of My Landlord) y dio nombre a uno de los equipos de la ciudad, el Heart of Midlothian FC, cuyo escudo es dicho mosaico-corazón.

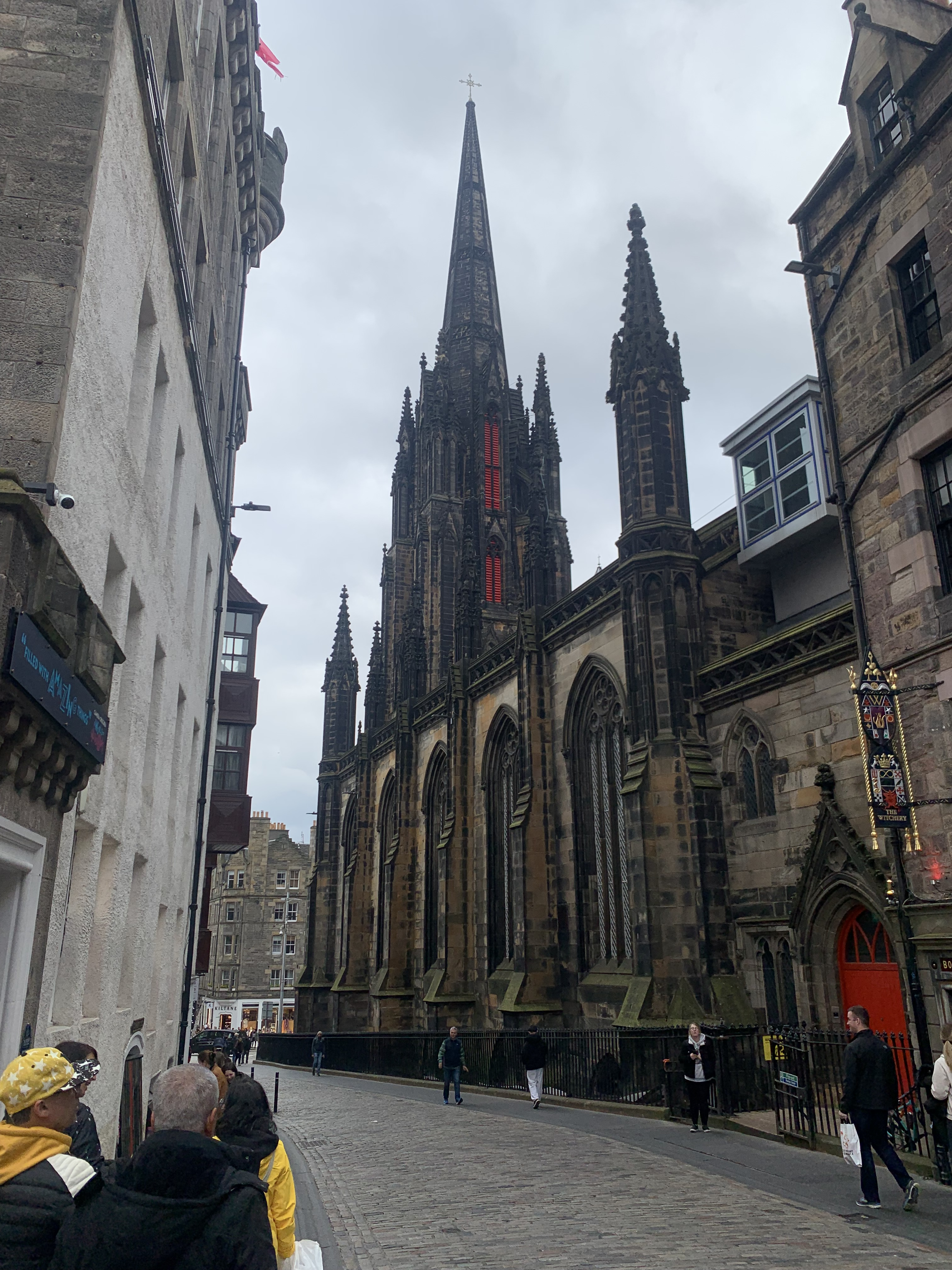
La calle Royal Mile en Edimburgo, Escocia.

Durante el Festival de Edimburgo la High Street se convierte en el epicentro de la ciudad. Aunque no solo es célebre por el festival, sino que también lo es por los notables edificios que alberga, como por ejemplo el Tribunal de Justicia o el antiguo Parlamento de Escocia (actualmente es la sede del Tribunal Supremo civil).
Por otra parte, se encuentra Canongate, aunque actualmente pasa totalmente desapercibido, hasta 1856 este fue un burgo independiente. A lo largo Jeffrey Street, entre Edimburgo y Canongate, había una muralla que dividía a ambos burgos, en la intersección de Royal Mile se alcanzan a ver algunas baldosas metálicas que indican donde se encontraba la puerta de la ciudad. En una de sus esquinas se encuentra el pub The World´s End. Llamado así por los locales ya que para muchos este lugar significa el fin del mundo, se dice que quien salía de esa puerta probablemente nunca volvía a entrar. Por la noche este lugar se queda desierto por lo que es mejor recorrerlo durante el día.
Abby Srtrand, la última zona de este tramo de la Royal Mile conduce desde el final de Canongate, donde se encuentra la Plaza del Parlamento, hasta el Palacio de Holyroodhouse. 